# 刘芳秀
刘芳秀（1992年12月—），四川长宁人，大学本科学历，曾任四川省宜宾市长宁县住房城乡建设和城镇管理局市容管理股副股长，因侵吞公款635.25万元，被判处有期徒刑十一年。

## 生平
2012年12月，加入中国共产党。2014年9月，大学毕业后通过公务员考试，从而参加工作；2014年9月至2016年12月，四川省宜宾市长宁县村镇规划建设管理所工作员；2016年12月至2021年9月，长宁县村镇规划建设管理所铜锣片区所工作员；2021年9月至2022年11月，任长宁县住房城乡建设和城镇管理局村镇建设股副股长；2022年11月，任长宁县住房城乡建设和城镇管理局市容管理股副股长。2023年6月，刘芳秀被给予开除党籍、开除公职处分。2023年7月，宜宾市纪委监委公开通报刘芳秀非法套取并侵吞农村危房改造资金问题，经查，2020年10月至2023年1月，刘芳秀利用职务之便，非法套取并侵吞项目补助资金141笔，共计635.25万元。2023年9月，长宁县人民法院以贪污罪，判处刘芳秀有期徒刑十一年，并处罚金人民币60万元。